# Salve a ti
Salve a ti est l'hymne national du Nicaragua. Il a été approuvé le 20 octobre 1939. L'auteur des paroles est Salomón Ibarra Mayorga, la musique a été adaptée par Luis Abraham Delgadillo à partir d'un psaume liturgique.
En 1918, le gouvernement nicaraguayen lance un concours ouvert à tous afin de modifier les paroles de l'hymne nationale. Un jury est composé pour l'occasion afin de choisir le texte parmi toutes les participations reçues. C'est le texte de Salomón Ibarra Mayorga, sous le pseudonyme de Rómulo, qui remporte le concours.
La musique de l'hymne provient d'un psaume du XVIIIe siècle, attribué au frère franciscain Castinove. Initialement en Sol Majeur, un décret de 1919 le passe en Mi Bémol Majeur pour une meilleure structure.

## Paroles
| Paroles officielles (es) | Traduction |
| --- | --- |
| Salve a ti, Nicaragua. En tu suelo ya no ruge la voz del cañón, ni se tiñe con sangre de hermanos tu glorioso pendón bicolor. Brille hermosa la paz en tu cielo nada empañe tu gloria inmortal, que el trabajo es tu digno laurel y el honor es tu enseña triunfal. | Salut à toi, Nicaragua, car sur ton sol ne rugit plus la voix du canon, et du sang des frères, n’est plus tachée ta glorieuse bannière bicolore La belle paix brille en ton ciel rien ne tâche ta gloire immortelle, le travail est ton digne laurier et l'honneur ton signe triomphal |